# Yang Junxuan
Yang Junxuan (kinesiska: 杨浚瑄), född 26 januari 2002, är en kinesisk simmare. 

## Karriär
I juli och augusti 2021 tävlade Yang i fem grenar vid OS i Tokyo. Individuellt slutade hon på fjärde plats på 200 meter frisim och på 17:e plats på 100 meter frisim. Yang var även en del av Kinas kapplag som tog guld på 4×200 meter frisim efter ett lopp på 7.40,33, vilket blev ett nytt världsrekord. Hon tog också silver med kapplaget på 4×100 meter mixed medley samt slutade på fjärde plats på  4×100 meter medley.
I juni 2022 vid VM i Budapest tog Yang guld på 200 meter frisim efter ett lopp på 1.54,92, vilket var hennes första individuella medalj vid ett världsmästerskap.